# Tecajec
Tecajec är en ort i Mexiko.   Den ligger i kommunen Yecapixtla och delstaten Morelos, i den sydöstra delen av landet, 80 km söder om huvudstaden Mexico City. Tecajec ligger 1 584 meter över havet och antalet invånare är 1 665.
Terrängen runt Tecajec är kuperad norrut, men söderut är den platt. Runt Tecajec är det ganska tätbefolkat, med 155 invånare per kvadratkilometer. Närmaste större samhälle är Cuautla Morelos, 12,7 km väster om Tecajec. Omgivningarna runt Tecajec är en mosaik av jordbruksmark och naturlig växtlighet.